# David Ulevitch
David A. Ulevitch (5 dicembre 1981) è un informatico e antropologo statunitense.
È il fondatore e CTO in corso di OpenDNS e fondatore di EveryDNS.

## Biografia
David, il figlio minore di Susan e Richard Ulevitch, è nato e cresciuto a Del Mar, California. Iniziò la carriera da giovane lavorando da ElectriCiti, un piccolo ISP regionale. Negli anni del liceo, ha lavorato per un anno per MP3.com.
Ulevitch ha frequentato la Università Washington a Saint Louis, dove ha conseguito una laurea in antropologia e creato EveryDNS per soddisfare la sua necessità di un software di gestione DNS basato sul web. EveryDNS si è evoluto da progetto personale a servizio con circa 100.000 utenti in tutto il mondo nel giro di pochi anni.